# Copidosoma boreale
Copidosoma boreale är en stekelart som beskrevs av Hoffer 1970. Copidosoma boreale ingår i släktet Copidosoma och familjen sköldlussteklar.
Artens utbredningsområde är Tjeckien. Inga underarter finns listade i Catalogue of Life.